# Португалія на літніх Олімпійських іграх 2012
Португалія на літніх Олімпійських іграх 2012 була представлена 77 спортсменами в 13 видах спорту.

## Нагороди
| Медаль | Спортсмен                      | Вид спорту                       | Дисципліна              |
| ------ | ------------------------------ | -------------------------------- | ----------------------- |
| Срібло | Фернандо Пімента Емануел Сілва | Веслування на байдарках та каное | байдарки-двійки, 1000 м |

## Академічне веслування
Чоловіки
| Спортсмени              | Дисципліна               | Відбіркові заїзди | Відбіркові заїзди | Втішний заїзд | Втішний заїзд | Чвертьфінали | Чвертьфінали | Півфінали | Півфінали | Фінал   | Фінал |
| Спортсмени              | Дисципліна               | Час               | Місце             | Час           | Місце         | Час          | Місце        | Час       | Місце     | Час     | Місце |
| ----------------------- | ------------------------ | ----------------- | ----------------- | ------------- | ------------- | ------------ | ------------ | --------- | --------- | ------- | ----- |
| Педру Фрага Нуну Мендеш | Парні двійки, легка вага | 6:37.91           | 2                 | Н/Д           | Н/Д           | Н/Д          | Н/Д          | 6:37.99   | 3         | 6:44.80 | 5     |